# Hr.Ms. Onvervaard (1955)
Hr.Ms. Onvervaard (M 888, A 858) was een Nederlandse oceaanmijnenveger van de Onversaagdklasse, gebouwd door de Amerikaanse scheepswerf Astoria Marine Construction Co. uit Astoria. De schepen van de Onversaagdklasse waren in de Verenigde Staten gebouwde mijnenvegers van de Aggressiveklasse. Op 2 augustus 1965 werd de Onvervaard geherklasseerd tot hoofdkwartier-ondersteuningsschip ten behoeve van de Mijnendienst. Na de uit dienst name is het schip verkocht, op 14 november 1984, voor de sloop.